# Wahlenbergia adpressa
Wahlenbergia adpressa är en klockväxtart som först beskrevs av Carl von Linné d.y., och fick sitt nu gällande namn av Otto Wilhelm Sonder. Wahlenbergia adpressa ingår i släktet Wahlenbergia och familjen klockväxter. Inga underarter finns listade i Catalogue of Life.